# リース函数
数学においてリース函数（リースかんすう、英: Riesz function）とは、リーマン予想との関係でリース・マルツェルによって定義された、次の冪級数で与えられる整函数のことを言う：
{\displaystyle {\rm {Riesz}}(x)=-\sum _{k=1}^{\infty }{\frac {(-x)^{k}}{(k-1)!\zeta (2k)}}.}
{\displaystyle F(x)={\frac {1}{2}}{\rm {Riesz}}(4\pi ^{2}x)} とすれば、双曲余接のゼロを中心としたローラン級数展開の係数としてそれは定義される。もし
{\displaystyle {\frac {x}{2}}\coth {\frac {x}{2}}=\sum _{n=0}^{\infty }c_{n}x^{n}=1+{\frac {1}{12}}x^{2}-{\frac {1}{720}}x^{4}+\cdots }
であるなら、F は次で定義される。
{\displaystyle F(x)=\sum _{k=1}^{\infty }{\frac {x^{k}}{c_{2k}(k-1)!}}=12x-720x^{2}+15120x^{3}-\cdots }
ζ(2k) の値は k が増加するにつれて 1 に近付き、リース函数に対する級数を {\displaystyle x\ \exp(-x)} に対する級数と比較することで、それは整函数を定義することが分かる。また F は
{\displaystyle F(x)=\sum _{k=1}^{\infty }{\frac {k^{\overline {k+1}}x^{k}}{B_{2k}}}\ }
で定義されることもある。
{\displaystyle n^{\overline {k}}} はドナルド・クヌースの記法における上昇階乗であり、Bn はベルヌーイ数である。この級数は代替的な項の一つであり、函数は x が負の方向に増大するにつれて負の無限大へと発散する。正の x についてはより興味深く、繊細な問題となる。

## リース指標
1/2 より大きい任意の冪乗 e に対して、次が成立する。
{\displaystyle \operatorname {Riesz} (x)=O(x^{e})\qquad ({\text{as }}x\to \infty )}
ただしこの右辺はランダウの記号であり、値は正および負のいずれの方向についても考えられている。リースは、上の式が 1/4 より大きい任意の e について成り立つことはリーマン予想と同値であることを示した。ただしその同じ論文においては、やや悲観的な次の注釈も見られる «Je ne sais pas encore decider si cette condition facilitera la vérification de l'hypothèse»。

## リース函数のメリン変換
リース函数は、メリン変換を介してリーマンゼータ函数と関連付けられる。今
{\displaystyle {\mathbf {M} }({\rm {Riesz}}(z))=\int _{0}^{\infty }{\rm {Riesz(z)}}z^{s}{\frac {dz}{z}}}
とすれば、{\displaystyle \Re (s)>-1} のときに
{\displaystyle \int _{0}^{1}{\rm {Riesz}}(z)z^{s}{\frac {dz}{z}}}
は収束し、一方 {\displaystyle \Re (s)<-{\frac {1}{2}}} であれば成長条件により
{\displaystyle \int _{1}^{\infty }{\rm {Riesz}}(z)z^{s}{\frac {dz}{z}}}
は収束することが分かる。これを組み合わせることで、リース函数のメリン変換は帯状領域 {\displaystyle -1<\Re (s)<-{\frac {1}{2}}} の上で定義されることが分かる。この領域上では、{\displaystyle {\frac {\Gamma (s+1)}{\zeta (-2s)}}={\mathbf {M} }({\rm {Riesz}}(z))} が成り立つ。
するとメリン逆変換により、リース函数を式
{\displaystyle {\rm {Riesz}}(z)=\int _{c-i\infty }^{c+i\infty }{\frac {\Gamma (s+1)}{\zeta (-2s)}}z^{-s}ds}
で表すことが出来る。ここで c は -1 と -1/2 の間の値である。リーマン予想が真であるなら、この積分の直線を -1/4 よりも小さい任意の値へと移動することが出来る。したがってリース函数の成長率の 4 乗根と、リーマン予想との同値性が分かる。
J. garcia（脚注を参照）は、ボレル和を使うことで {\displaystyle f(x)} に関する次の積分表現を得た。
{\displaystyle \exp(-x)-1=\int _{0}^{\infty }{\frac {f(t)}{t}}\rho ({\sqrt {x/t}})dt}
ここで {\displaystyle \rho (x)=x-\lfloor x\rfloor } は 'x' の小数部分である。

## リース函数の計算
F のマクローリン級数の係数の絶対値は、40番目の項 -1.753×1017 において最大値を取るまで増加である。一方、109番目の項において絶対値は 1 よりも小さくなる。はじめの 1000 個の項を取ることで、{\displaystyle |z|<9} に対する {\displaystyle F(z)} の非常に精確な値を得ることが出来る。しかしこの計算を行う際には、次数 1000 の多項式を、大きな分子あるいは分母の係数に対する有理数演算か、100 位を超える浮動小数点計算によって求める必要が生じうる。いずれの方法も、数値計算的に簡単なものではない。
その他の計算手法として、収束加速法（acceleration of convergence）が挙げられる。今
{\displaystyle {\rm {Riesz}}(x)=\sum _{k=1}^{\infty }{\frac {(-1)^{k+1}x^{k}}{(k-1)!\zeta (2k)}}}
である。ζ(2k) は k が増大するにつれて 1 に近付くため、この級数は
{\displaystyle \sum _{k=1}^{\infty }{\frac {(-1)^{k+1}x^{k}}{(k-1)!}}=x\exp(-x)}
に近付く。実際、リースは次の式を示していた：{\displaystyle \ {\sum _{n=1}^{\infty }{\rm {Riesz(x/n^{2})=x\exp(-x)}}}}。
収束加速法に対するクンマーの方法を使うことで、収束率の改善された
{\displaystyle {\rm {Riesz}}(x)=x\exp(-x)-\sum _{k=1}^{\infty }\left(\zeta (2k)-1\right)\left({\frac {(-1)^{k+1}}{(k-1)!\zeta (2k)}}\right)x^{k}}
が得られる。
この手順を続けることで、収束に関するより良い性質を備える、リース函数に対する新たな級数を得ることが出来る：
{\displaystyle {\rm {Riesz}}(x)=\sum _{k=1}^{\infty }{\frac {(-1)^{k+1}x^{k}}{(k-1)!\zeta (2k)}}=\sum _{k=1}^{\infty }{\frac {(-1)^{k+1}x^{k}}{(k-1)!}}\left(\sum _{n=1}^{\infty }\mu (n)n^{-2k}\right)}
{\displaystyle \sum _{k=1}^{\infty }\sum _{n=1}^{\infty }{\frac {(-1)^{k+1}\left(x/n^{2}\right)^{k}}{(k-1)!}}=x\sum _{n=1}^{\infty }{\frac {\mu (n)}{n^{2}}}\exp \left(-{\frac {x}{n^{2}}}\right).}
ここで μ はメビウス函数であり、項の再構成は絶対収束によって正当化される。再びクンマーの方法を適用することで、
{\displaystyle {\rm {Riesz}}(x)=x\left({\frac {6}{\pi ^{2}}}+\sum _{n=1}^{\infty }{\frac {\mu (n)}{n^{2}}}\left(\exp \left(-{\frac {x}{n^{2}}}\right)-1\right)\right)}
と表すことが出来る。この項は終局的には、n の 1/4 乗によって減少となる。
上述の級数は至る所で絶対収束し、したがって項毎に微分可能であるため、導関数に関する次の式が得られる：
{\displaystyle {\rm {Riesz}}'(x)={\frac {\rm {Riesz(x)}}{x}}-x\left(\sum _{n=1}^{\infty }{\frac {\mu (n)}{n^{4}}}\exp \left(-{\frac {x}{n^{2}}}\right)\right).}
この式は次のように整理できる：
{\displaystyle {\rm {Riesz}}'(x)={\frac {\rm {Riesz(x)}}{x}}+x\left(-{\frac {90}{\pi ^{4}}}+\sum _{n=1}^{\infty }{\frac {\mu (n)}{n^{4}}}\left(1-\exp \left(-{\frac {x}{n^{2}}}\right)\right)\right).}
マレク・ウォルフは  において、リーマン予想を想定しながら、十分大きな x に対して次の式を示している：
{\displaystyle {\rm {Riesz}}(x)=const\times x^{1/4}\sin \left(\phi -{\frac {1}{2}}\gamma _{1}\log(x)\right).}
ここで {\displaystyle \gamma _{1}=14.13472514...} はゼータ函数のはじめの非自明なゼロ点の虚部である。また {\displaystyle const=7.7750627...\times 10^{-5}} および {\displaystyle \phi =-0.54916...=(-31,46447^{\circ })} である。これは Herbert Wilf によって 1964 年に証明された  リース函数のゼロ点と一致する。